# 林眞未
林 眞未（はやし なおみ、1988年10月7日 - ）は、群馬県出身の女子バスケットボール選手である。ポジションはガード。ニックネームは「ベリー」。WリーグのシャンソンVマジック所属。

## 来歴
小学5年（大間々南小）で時に本格的にバスケットボールを始めた。大間々中、福井県の足羽高校を経て、2007年にシャンソン化粧品に入社。前シーズン限りで引退した元日本代表三木聖美が務めていたガードのポジションを1年目から掴み、試合出場を重ねてWリーグプレーオフ進出に貢献した。同年、スロバキアで開催されたU-19世界選手権に日本代表のスタメンとして出場した。
2015年シーズンは開幕前の5月に発表されたエントリーシートに名前があったものの、開幕直前に突然退団となった。

## 経歴
- 足羽高 - シャンソン化粧品（2008年 - 2015年）